# Korzikai vaddisznó
A korzikai vaddisznó (Sus scrofa meriodionalis) az emlősök (Mammalia) osztályának párosujjú patások (Artiodactyla) rendjébe, ezen belül a disznófélék (Suidae) családjába tartozó vaddisznó (Sus scrofa) egyik alfaja.

## Előfordulása
A korzikai vaddisznó előfordulási területe, korábban a Franciaországhoz tartozó Korzika és az Olaszországhoz tartozó Szardínia szigetek voltak. Mára nagy valószínűséggel kihalt; ez pedig egy részt a vadászatának, másrészt a házi sertéssel (Sus scrofa domestica) kereszteződésének tulajdonítható.
Habár a szigetekről kihalt, korábban – vadászati célból – betelepítették a spanyolországi Andalúziába.

## Megjelenése
Kistestű vaddisznóalfaj, melynek szőrzete világos. Majdnem teljesen hiányzik a „sörénye”, vagyis a feje tetején és a tarkóján levő hosszabb szőrszálak.

## Képek

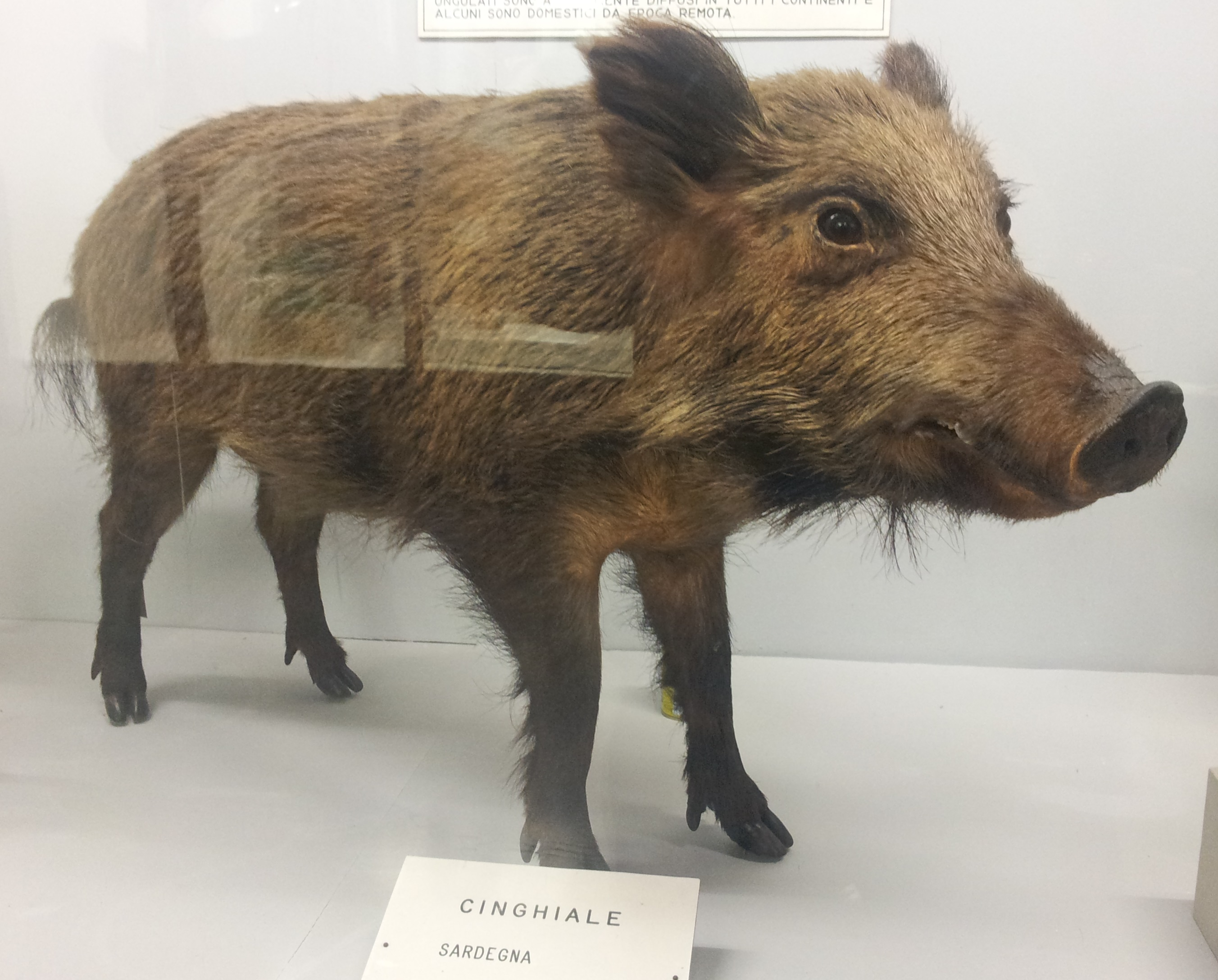
Kitömött példány egy olasz múzeumban
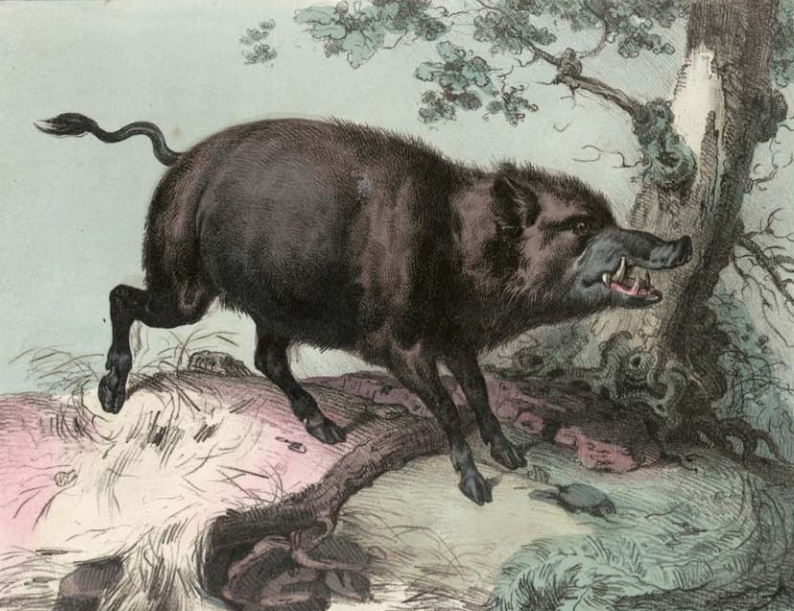
Rajz az állatról

## Fordítás
- Ez a szócikk részben vagy egészben  a   Wild boar című angol Wikipédia-szócikk ezen változatának fordításán alapul.  Az eredeti cikk szerkesztőit annak laptörténete sorolja fel. Ez a jelzés csupán a megfogalmazás eredetét és a szerzői jogokat jelzi, nem szolgál a cikkben szereplő információk forrásmegjelöléseként.
- Ez a szócikk részben vagy egészben  a   Sus scrofa meridionalis című olasz Wikipédia-szócikk ezen változatának fordításán alapul.  Az eredeti cikk szerkesztőit annak laptörténete sorolja fel. Ez a jelzés csupán a megfogalmazás eredetét és a szerzői jogokat jelzi, nem szolgál a cikkben szereplő információk forrásmegjelöléseként.